# Nicolás Romat
Nicolás Romat (Azul, 6 mei 1988) is een Argentijns voetballer die onder contract staat bij Huracán. In augustus 2018 werd hij voor een seizoen verhuurd aan FC Den Bosch.

## Clubcarrière
Nicolás Romat kwam in de jeugd uit voor Quilmes. Vanaf 2010 kwam hij uit voor verschillende clubs in het Argentijnse voetbal. Zijn laatste club aldaar is Huracán. Van die club huurt FC Den Bosch de verdediger, die doorgaans als rechtsback speelt, tijdens het seizoen 2018/19. Romat maakte zijn debuut op 17 augustus 2018 in de uitwedstrijd tegen FC Volendam, die door FC Den Bosch met 1-2 gewonnen werd. Hierin deed hij de hele wedstrijd mee.